# Krietschmühle

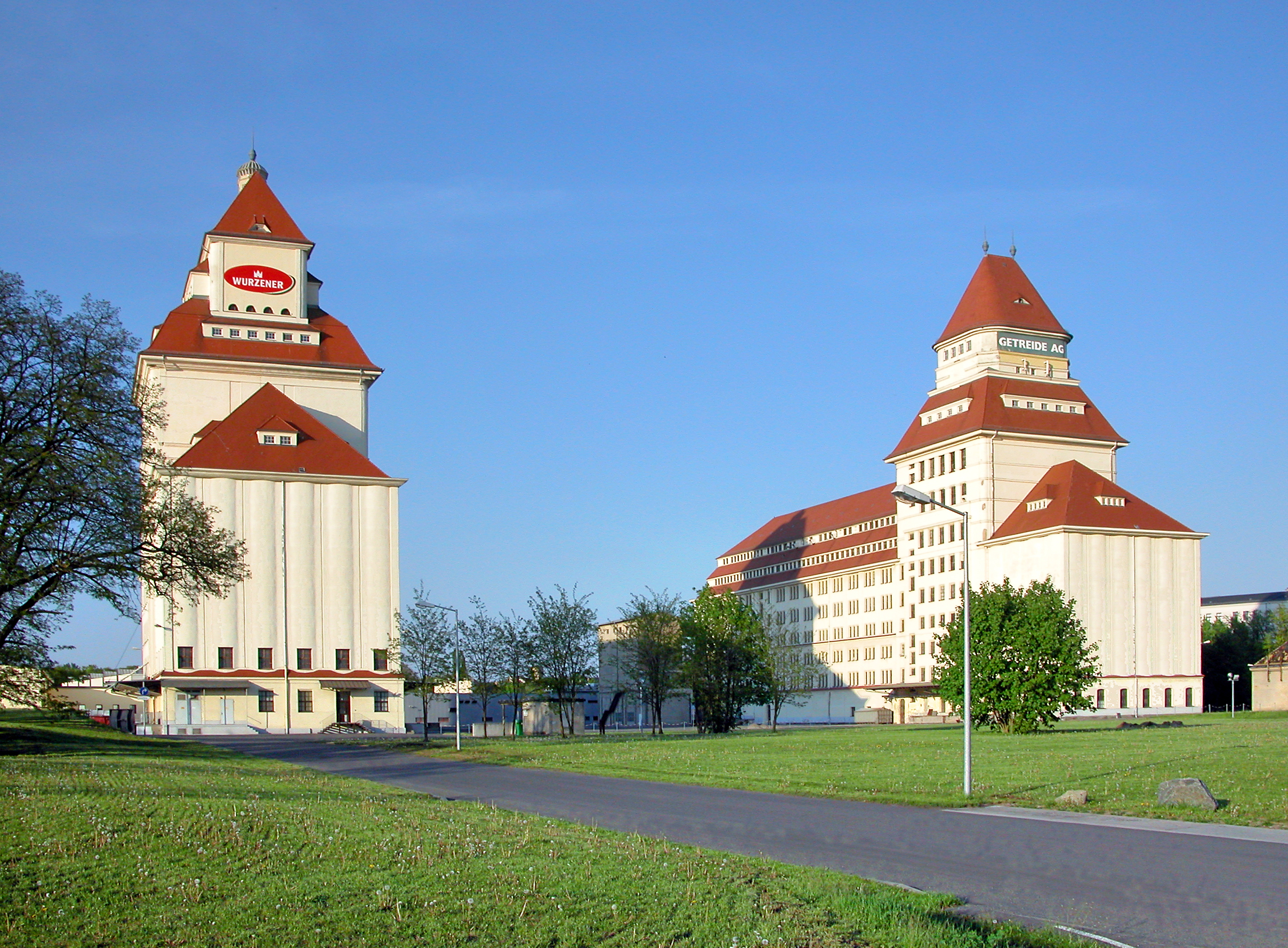
Krietschmühle

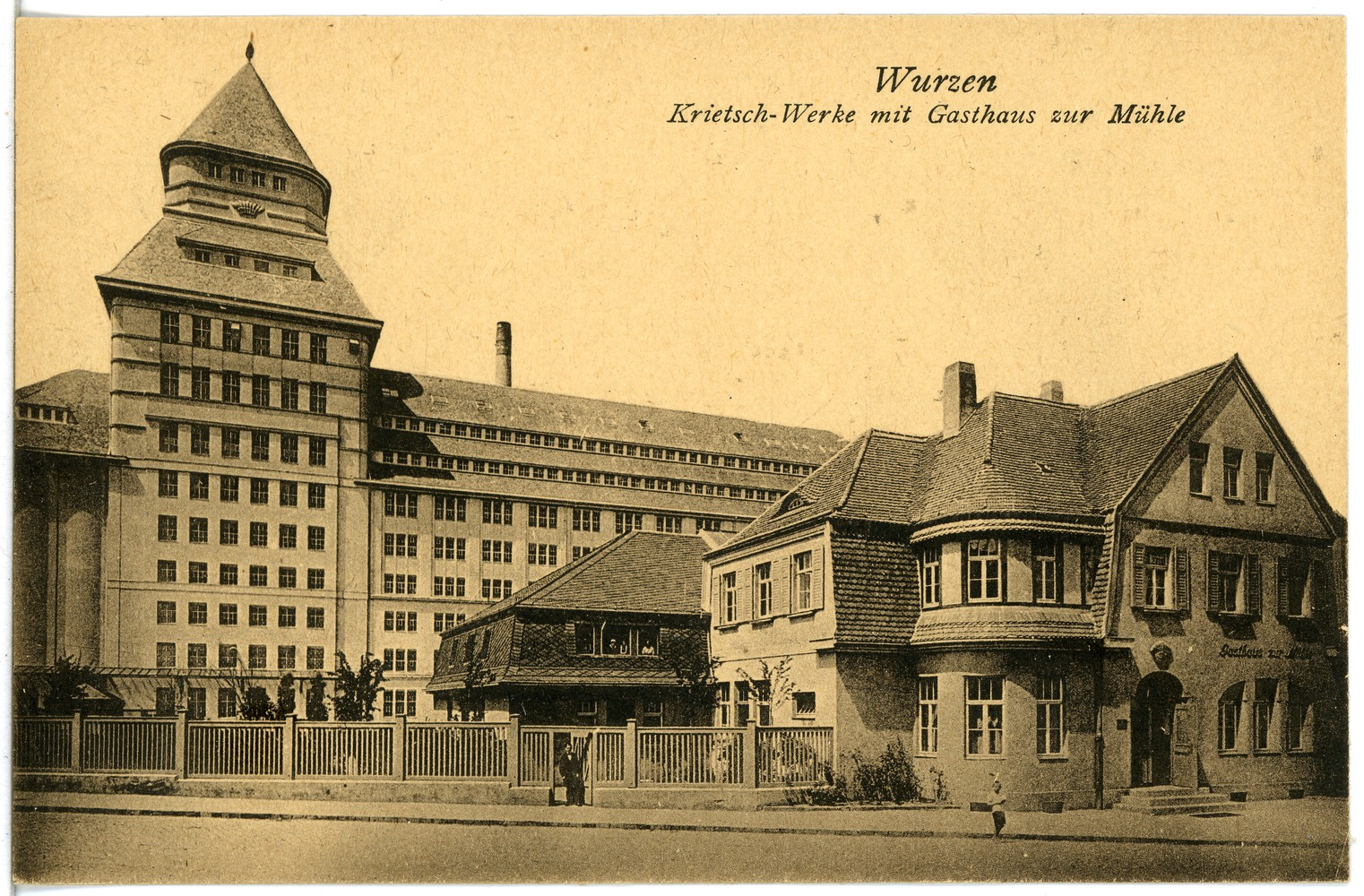
Krietschmühle und Gasthaus zur Mühle (1920)

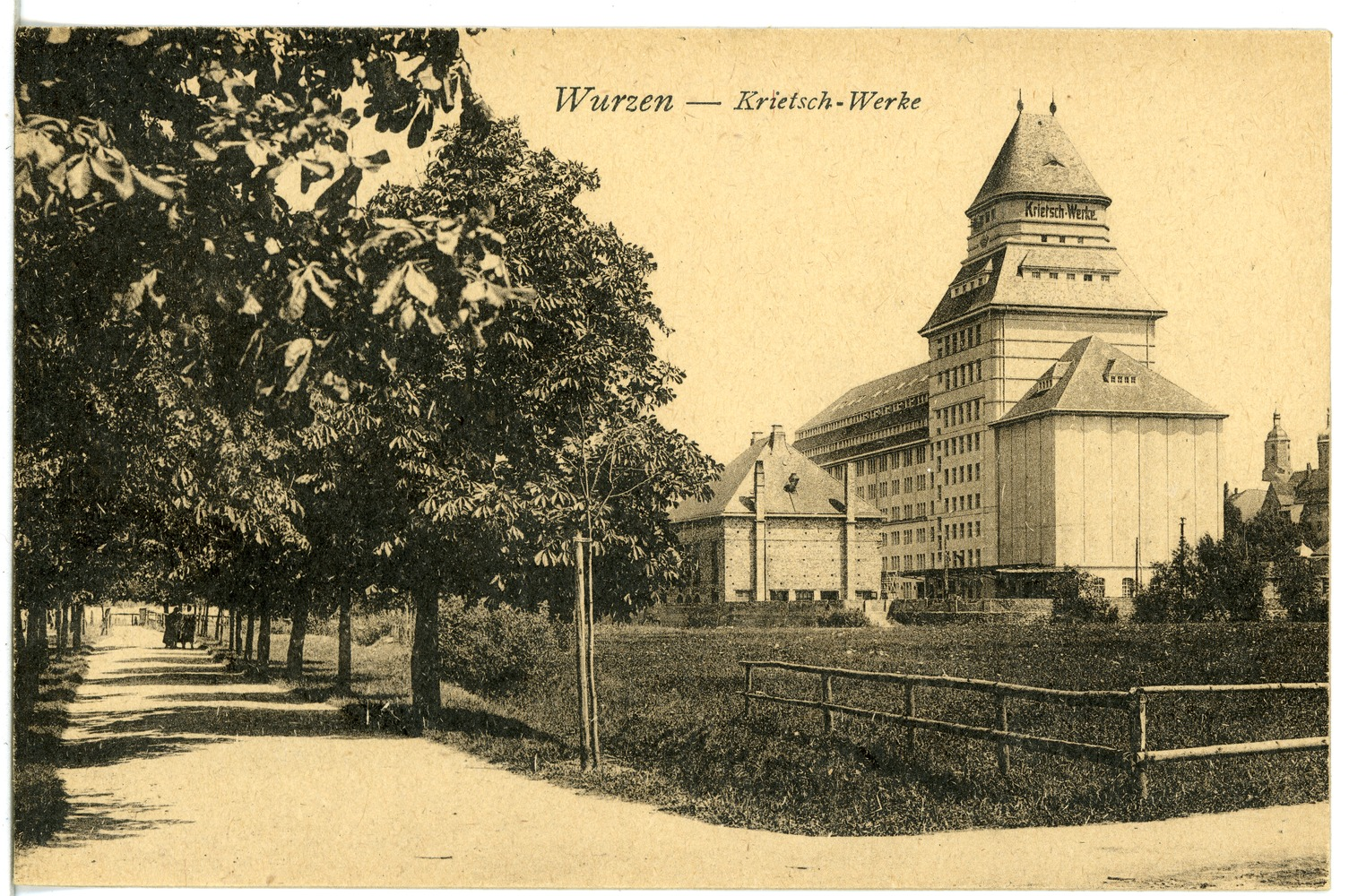
Krietschmühle (1920)

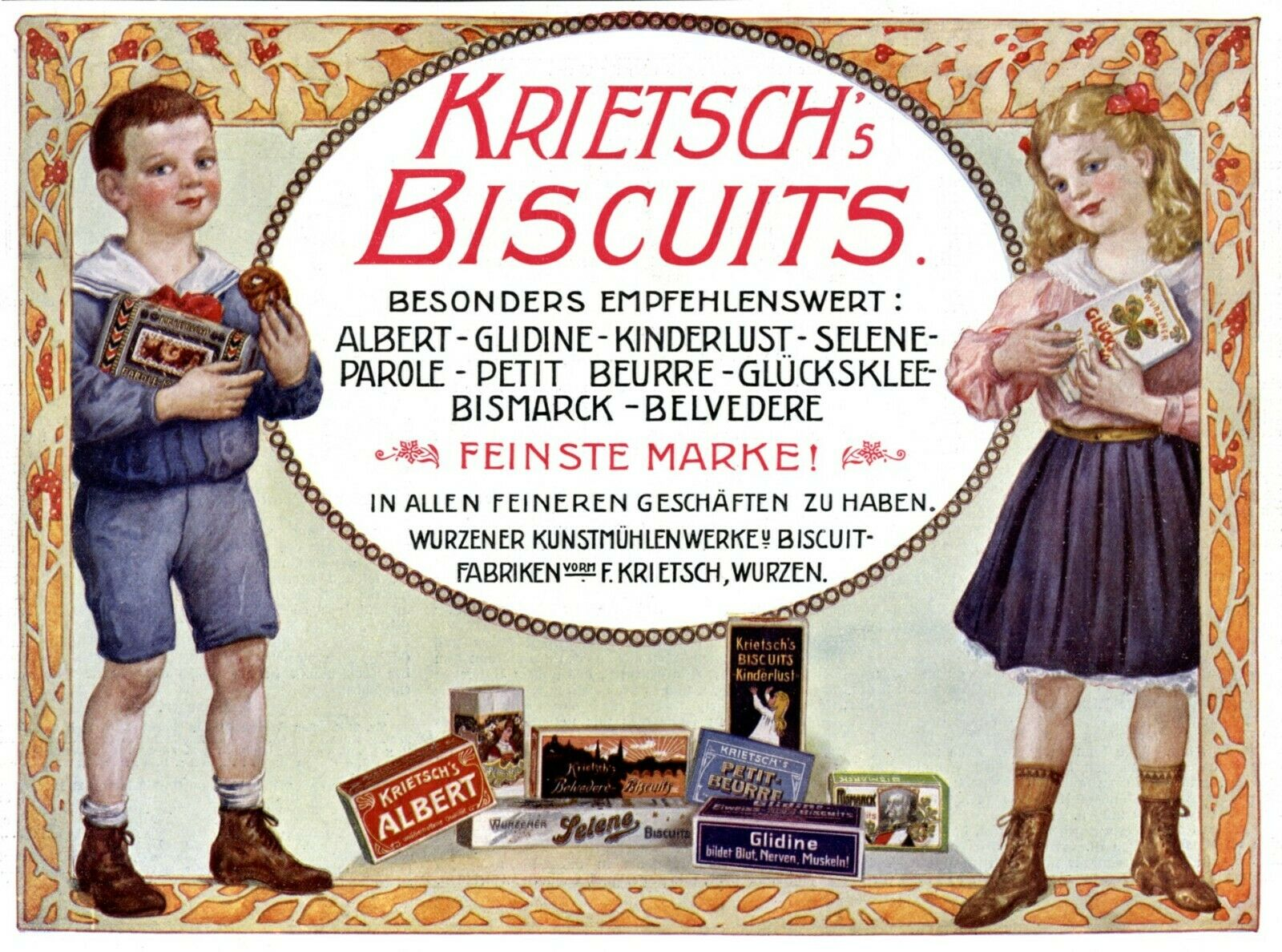
Krietsch-Werbung von 1908

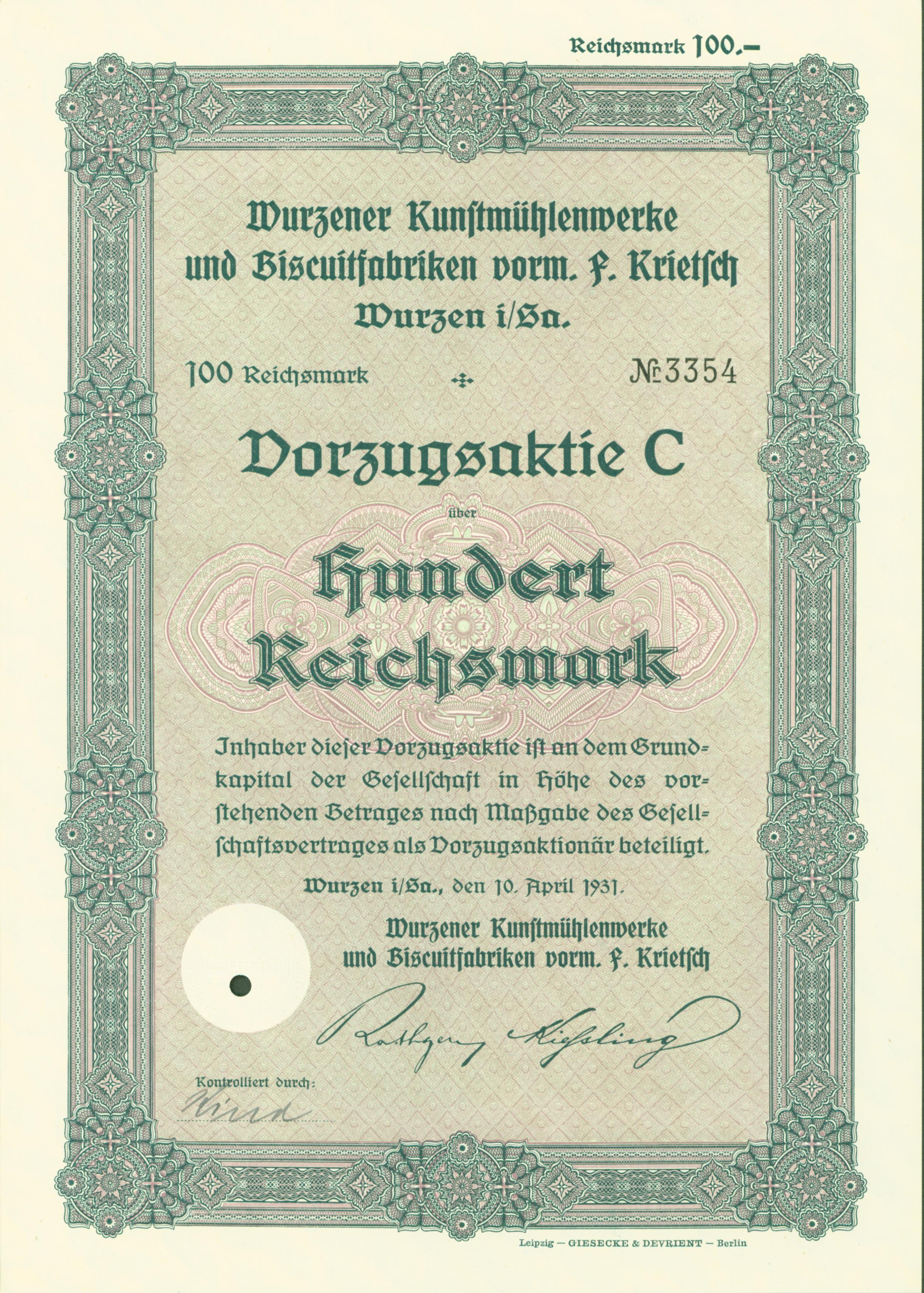
Vorzugsaktie über 100 RM der Wurzener Kunstmühlenwerke und Biscuitfabriken vorm. F. Krietsch vom 10. April 1931

Die Wurzener Kunstmühlenwerke und Biscuitfabriken vorm. F. Krietsch AG war ein deutsches Unternehmen der Nahrungsmittelindustrie mit Sitz in der sächsischen Industriestadt Wurzen, das 1886 in der Rechtsform einer Aktiengesellschaft gegründet und 1946 enteignet wurde. Die Produktionsanlagen wurden ab 1953 als VEB Nahrungsmittelkombinat „Albert Kuntz“ (NAK) weitergeführt. 1993 übernahm die Getreide AG aus Rendsburg den Betrieb, der seitdem als Wurzener Nahrungsmittel GmbH firmiert.

## Unternehmensgeschichte

### Von der Gründung bis 1945
Johann Friedrich Krietsch (* 1804 in Wehlitz bei Schkeuditz; † 1880 in Wurzen) erwarb in den Jahren 1847 bzw. 1854 für 27.000 Taler bzw. 30.000 Taler die beiden Betriebsteile der Wurzener Stadtmühle. Gegen Ende der 1860er Jahre wandelte er gemeinsam mit seinem als Mühlentechniker ausgebildeten Sohn Julian Wilhelm Friedrich Krietsch (* 1833 in Böllberg bei Halle; † 1901 in Berlin) die vorhandene Ölmühle in eine Graupenmühle um und richtete eine Erbsenschälerei ein. 1866 entfiel im gesamten deutschen Gebiet der Mühlenzwang, der den Mühlen bisher ein lokales Monopol sicherte. 1868 wurde eine Brotfabrik erbaut. Die Brotbäckerei ging in Betrieb. Die gebackenen Brote wurden auch überregional verschickt. Später erfolgte der Übergang von der Lohn- zur Handelsmüllerei. Die Dampfmaschine hielt Einzug. 1871 erwarb Krietsch auch die Neumühle im Zuge einer Versteigerung, flussaufwärts im früher zur Wurzener Flur gehörenden Bennewitz-Niederschmölen gelegen. Um einen langwierigen Streit um Wasserrechte zu beenden, wurde 1876 auch die Wassermühle am gegenüberliegenden Muldeufer in Dehnitz übernommen. Die Brotfabrik in Wurzen wurde um eine Biskuitfabrik erweitert, die der jüngere Sohn Ernst Krietsch (* 1850 in Wurzen; † 1909 in Wurzen) leitete. 1880 wurde die sog. Krietschvilla am ehemaligen Mühlenteich (heute Parkplatz) erbaut.
Einige Jahre nach Johann Friedrich Krietschs Tod wurde das Unternehmen 1886 unter der Firma Wurzener Kunstmühlenwerke und Biscuitfabriken vorm. F. Krietsch AG in eine Aktiengesellschaft umgewandelt. Am Aktienkapital von 2,25 Millionen Mark war mit 500.000 Mark die Allgemeine Deutsche Credit-Anstalt (ADCA) in Leipzig beteiligt. Den Vorstand bildeten Friedrich Krietsch als technischer Leiter und Ernst Krietsch als kaufmännischer Leiter. 1887 brannte die Neumühle ab und wurde nicht wiederaufgebaut. Im selben Jahr wurde im Wurzener Mühlenwerk auch eine Hirseschälerei eingerichtet. 1888 musste die Brotherstellung aufgrund von Beschwerden mehrerer Wurzener Bäckermeister aufgegeben werden. Der Backbetrieb wurde daraufhin auf die Herstellung von Honig- und Pfefferkuchen, Schiffszwieback und anderen Dauerbackwaren umgestellt. Da die ehemalige Stadtmühle am Mühlgraben nicht an die Eisenbahn angebunden war, entstand 1893 – als organisatorisch vorteilhafte „Zwischenstation“ in der Anlieferung der Rohstoffe – ein Getreidelager mit Gleisanschluss östlich des Bahnhofs an der Dresdner Straße. 1902 wurde aus der Konkursmasse der Wurzener Dampfmühlen-AG vorm. Gustav Schönert deren Mühlenwerk an der Dresdner Straße erworben und als Roggenmühle in das Unternehmen integriert.
Nachdem der Transport zwischen dem Getreidelager an der Eisenbahn und dem Mühlenwerk jahrelang mit Pferdefuhrwerken erfolgt war, wurde 1905 auf Initiative des Unternehmens die gleislose Industriebahn Wurzen eingerichtet. 1913 wurde das Getreidelager um einen modernen Silobau erweitert.
Im Oktober 1917 vernichtete ein Großfeuer zahlreiche Bauten des Stammwerks am Mühlgraben. Daraufhin wurde der Leipziger Industriearchitekt Max Fricke (1874–1934) mit dem Entwurf eines Neubaus für die Weizen- und Graupenmühle sowie Erbsen- und Hirseschälerei beauftragt. Auch die Biskuitfabrik wurde im Zuge der Baumaßnahmen neu errichtet. 1920 entstand auf dem Gelände das „Gasthaus zur Mühle“. Als 1924 die am Bahnhof gelegene Roggenmühle durch Brand zerstört wurde, verzichtete das Unternehmen auf ihren Wiederaufbau an dem bahnhofsnahen Standort und errichtete als Ersatz einen optisch an die Weizenmühle angeglichenen Neubau nach Planung von Fricke in deren unmittelbarer Nachbarschaft. In den ursprünglichen Plänen war noch ein drittes identisches Gebäude enthalten.
Während der Weltwirtschaftskrise musste nach Abschluss des Geschäftsjahres 1929/1930 mit einem Verlust von rund 450.000 Reichsmark das Vergleichsverfahren über das Unternehmen eröffnet werden, dem 1931 eine Sanierung durch erhebliche Herabsetzung des Aktienkapitals und anschließende Ausgabe neuer Aktien an die Gläubiger-Banken folgte.
Nach Besetzung der Stadt Wurzen durch US-amerikanische Truppen im April 1945 wurden die Vorräte des Werks geplündert.

### Nach 1945
Ab 1948 produzierte der Betrieb Butterkekse für Offiziere und Angehörige der Sowjetischen Militäradministration sowie Dauerbrot für Soldaten. 1946 kamen durch Volksentscheid die „Krietschwerke“ unter Landesverwaltung. Ein Jahr später liegt die Verwaltung nun in den Händen des Rates der Stadt Wurzen. 1948 – erneut in der Landesverwaltung – der Volksmund nennt die Werke liebevoll „die Krietsche“. Am 1. Mai 1953 erfolgte die Umbenennung des Betriebes in VEB Nahrungsmittelkombinat „Albert Kunz“ (NAK). Es war ein Teilbetrieb des VEB Kombinat Nahrungsmittel und Kaffee Halle.
Am 7. Oktober 1969 wurde zur Verbesserung der Versorgung der Bevölkerung das Programm „neue Nährmittel“ initiiert. Das Sortiment wurde um Erdnussflips, Gebäckmischungen, Waffelerzeugnisse, Cornflakes, Schnellkochreis und Instant-Nahrung für Kleinkinder („KI-NA“) erweitert. In der DDR hatte der Betrieb damit ein Alleinstellungsmerkmal. Es folgten Investitionen in die Dauerbackwaren: neben Keksen wurden Lebkuchen, Gebäckmischungen und Waffelerzeugnisse produziert. Einen großen Anteil an der Realisierung der Vorhaben hatte zur damaligen Zeit auch das Institut für Getreideverarbeitung Bergholz-Rehbrücke, insbesondere Herr Peter Kretzschmar. Die für die Flipsherstellung benötigten Extruder wurden erst aus der UdSSR (überdimensioniert und zu wuchtig), dann aus der BRD importiert. Diese Technik war bereits nach kurzer Zeit von hohem Verschleiß gekennzeichnet und Ersatzteile kosteten der Firma Devisen. Deshalb wurden die Extruder im Laufe der Jahre immer wieder modifiziert (made by Wurzener). Den Ur-Extruder von damals gibt es heute nicht mehr. Nach der Wende und der Auflösung des VEB Kombinats Nahrungsmittel und Kaffee Halle versuchten Mitglieder der Geschäftsleitung, das Unternehmen unter dem Namen Wurzener Nahrungsmittel- und Keksfabriken GmbH als Treuhandbetrieb fortzuführen. Aufgrund von Umsatzeinbrüchen und wegen des großen Investitionsbedarfs entschloss sich die Treuhand 1992, das Unternehmen zu liquidieren. In letzter Minute fand sich mit der Getreide AG in Rendsburg ein geeigneter Investor, in dessen Besitz die Wurzener Nahrungsmittel GmbH noch heute ist.

## Gebäude
Die beiden von Max Fricke entworfenen Mühlenbauten wurden durch die Dresdner Niederlassung der Bauunternehmung Wayss & Freytag AG in Stahlbetonbauweise errichtet. Die Türme beider Bauteile sind 65 Meter bzw. 67 Meter hoch, ihre Länge beträgt jeweils rund 110 Meter, ihre Breite 23 bzw. etwas mehr als 24 Meter. Durch die parallele Stellung der beiden sehr ähnlichen Bauteile entstand eine repräsentative, stadtbildprägende Baugruppe und weithin sichtbare Landmarke, die als Motiv von Ansichtskarten auch überregional bekannt wurde. 1995/1996 wurden die Dächer und Türme der Mühlengebäude umfangreich saniert. Außer den beiden Mühlenbauten stehen auch das Torhaus und die Mühlgraben-Brücke unter Denkmalschutz, alle anderen historischen Bauteile des Werks wurden abgebrochen. Von der südöstlich des Werks 1879–1880 erbauten Villa der Unternehmerfamilie Krietsch (Am Mühlgraben 7) ist lediglich der ebenfalls denkmalgeschützte Rest einer Stützmauer an der Straße erhalten, die von der erhöhten Lage der Villa und ihres Gartens zeugt.